# Hugo Dietsche
Hugo Dietsche (Kriessern, 31 de marzo de 1963) es un deportista suizo que compitió en lucha grecorromana.
Participó en tres Juegos Olímpicos de Verano, obteniendo una medalla de bronce en Los Ángeles 1984, en la categoría de 62 kg, el octavo lugar en Seúl 1988 y el octavo lugar en Barcelona 1992.
Ganó dos medallas en el Campeonato Europeo de Lucha, plata en 1992 y bronce en 1986.

## Palmarés internacional
| Juegos Olímpicos   | Juegos Olímpicos             | Juegos Olímpicos  | Juegos Olímpicos |
| Año                | Lugar                        | Medalla           | Categoría        |
| ------------------ | ---------------------------- | ----------------- | ---------------- |
| 1984               | Los Ángeles (Estados Unidos) | Medalla de bronce | 62 kg            |
| Campeonato Europeo |                              |                   |                  |
| Año                | Lugar                        | Medalla           | Categoría        |
| 1986               | El Pireo (Grecia)            | Medalla de bronce | 86 kg            |
| 1992               | Copenhague (Dinamarca)       | Medalla de plata  | 62 kg            |